# 小笠原長勝 (華族)
小笠原 長勝（おがさわら ながかつ、1919年（大正8年）11月18日 - 1994年（平成6年）1月3日）は、小笠原子爵家（忠知系小笠原家）の15代当主。

## 略歴
幕末の老中小笠原長行の子である子爵小笠原長生の四男。母は、元前橋藩主・伯爵松平直方の長女の秀子。兄弟には、長兄・長隆（小笠原明峰）、次兄・長英（小笠原章二郎）、三兄長孝。妻は啓子。
長男と次男は映画界入りして、それぞれ廃嫡、分家扱いとなり、三男は家督を継ぐ前に死去したため、1958年（昭和33年）に長勝が家督を継いだ。
1994年（平成6年）、74歳で死去した。法名は、穏静院殿飛高日勝大居士。墓所は、世田谷区北烏山、日蓮宗妙祐山幸龍寺。